# 長野市青少年錬成センター
長野市青少年錬成センター（ながのしせいしょうねんれんせいセンター）とは、長野県長野市にある青少年教育キャンプ施設。本稿では長野市青少年錬成センター分館（ながのしせいしょうねんれんせいセンターぶんかん）および長野市青少年山の家（ながのしせいしょうねんやまのいえ）についても述べる。

## 概要
1969年から1980年にかけ、長野市青少年山の家が、1987年に長野市青少年錬成センターが、2001年に長野市青少年錬成センター分館が相次いで開設された。

## 目的
青少年山の家は、主に小中学生を対象とした『自然の中の団体生活』、青少年錬成センターは、青少年を主な対象とした『心身ともに健全な青少年を育成する』という目的がある。

## 建物

### 長野市青少年錬成センター
- 宿泊棟の新館・旧館、体育館、管理棟、工作棟からなり、アスレチックやキャンプ場、グラウンド、遊具がある屋外施設をもつ。
- 1987年開設、小田切の雄大な自然に触れることができるという特徴をもつ。
- 2007年12月に閉館した大峰城チョウと自然の博物館の展示品である蝶の標本を2012年1月より保管している[3]。

### 長野市青年錬成センター分館
- 廃校を利用した宿泊棟からなる。

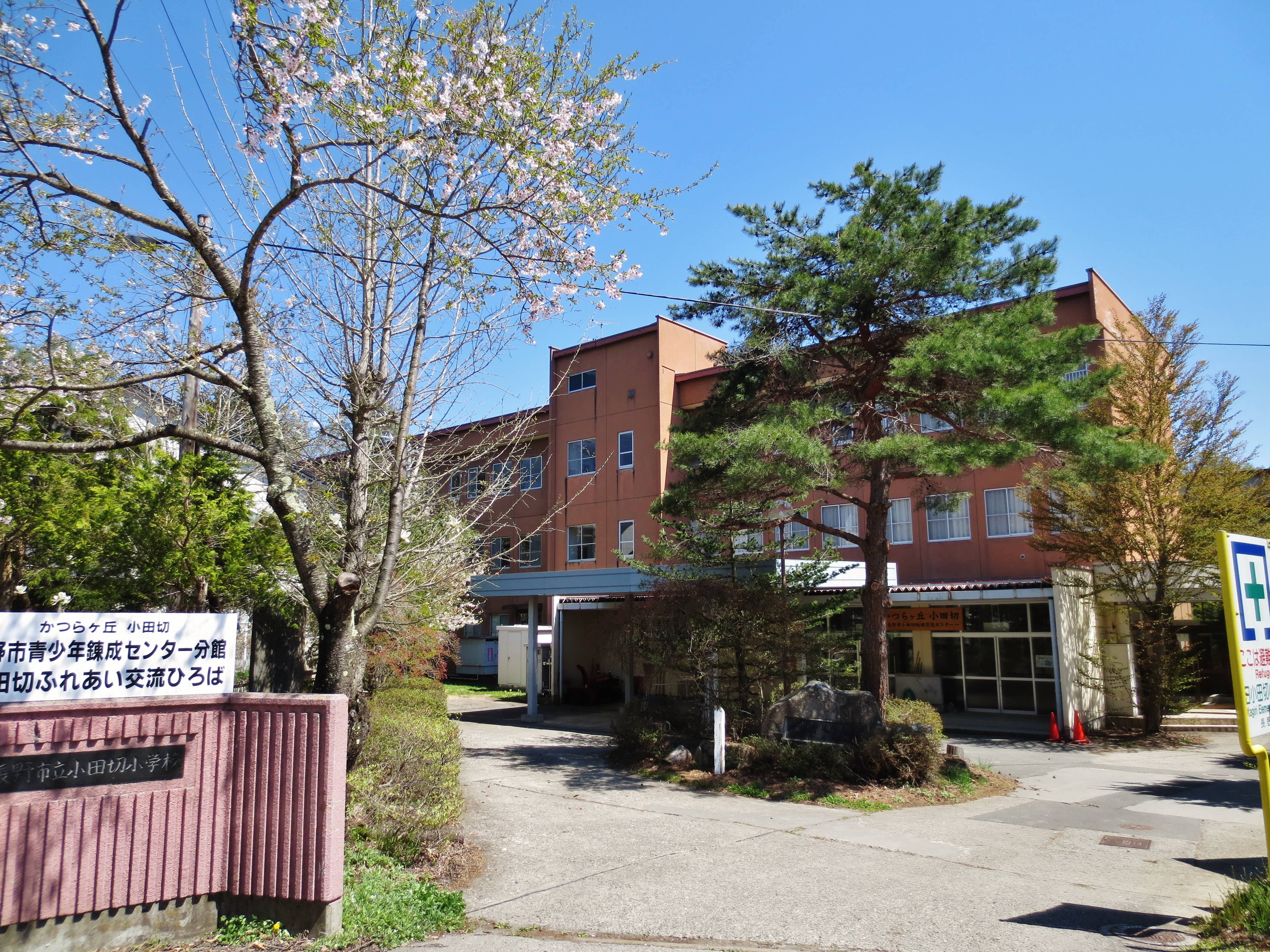
分館

- 2001年開設、1977年竣工の元小田切小中学校の廃校を利用している。

### 廃止された施設

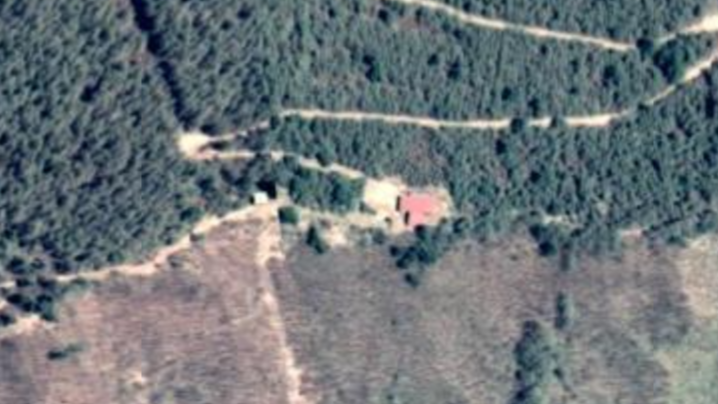
中央に見える屋根が旧陣場平青少年山の家。

- 長野市青少年山の家 - 6つの施設があり、宿泊可能な自炊設備のある施設だった[4]。入浴施設がなかったりトイレが汲み取り式だったりすることによる利用者減少や老朽化などのため、2023年現在すべての施設が廃止または用途転換されている。現在は前述の青少年錬成センター・青少年錬成センター分館がその役割を担っている。
  - 浅川青少年山の家 - 長野市真光寺にあった1980年竣工の木造2階建て[5]。2004年廃止[5]。
  - 小山田池青少年山の家-  同市篠ノ井有旅にあった1969年竣工の木造平屋建て[5]。2004年廃止[5]。
  - 地蔵峠青少年山の家 - 同市松城町にあった1969年竣工の木造平屋建て[6]。2000年廃止[6]。なお、幾度か土砂崩れの対策が施された[7]。
  - 菅平青少年山の家 - 同市若穂保科にあった1972年竣工の建物。1993年から2000年の間に廃止[4]。
  - 陣場平青少年山の家 - 同市七二会にあった1969年竣工の木造建造物。減築され現在は陣場平山の家として使われている。普段は施錠されており、外に簡易トイレが一基設置されている。
  - 富士の塔青少年山の家 - 同市小鍋にあった1973年竣工の木造平屋建て[6]。2000年廃止[6]。

## 沿革
- 1969年9月６日 - 陣場平・地蔵峠・小山田池青少年山の家が開設
- 1972年12月23日 - 菅平青少年山の家が開設
- 1973年6月- 富士の塔青少年山の家が開設
- 1980年4月1日 - 浅川青少年山の家が開設
- 1987年 - この年、長野市青少年錬成センターが開設
- 2000年 - 年度末までに地蔵峠・富士の塔青少年山の家が閉鎖
- 2001年 - この年、長野市青少年錬成センター分館が開設
- 2004年 - 年度末までに浅川・小山田池青少年山の家が閉鎖